# Zaberauen von Meimsheim und Botenheim
Das Naturschutzgebiet Zaberauen von Meimsheim und Botenheim liegt auf dem Gebiet der Stadt Brackenheim im Landkreis Heilbronn in Baden-Württemberg. 
Das Gebiet erstreckt sich südlich der Kernstadt von Brackenheim, nordöstlich von Botenheim und westlich von Meimsheim – beide Ortsteile der Stadt Brackenheim – entlang der Zaber. Westlich und südlich des Gebietes verläuft die Landesstraße L 1107, nördlich und östlich die L 1103 und südlich die Kreisstraße K 2070.

## Bedeutung
Das 34,5 ha ha große Gebiet steht seit dem 7. April 1994 unter der Kenn-Nummer 1.200 unter Naturschutz. Es handelt sich
- um die mosaikartige Verteilung von genutzten und ungenutzten Flächen,
- nach Durchführung von Renaturierungsmaßnahmen um die Einrichtung ungestörter Revervate zur Regeneration feuchtgebietsgebundener Pflanzen- und Tierarten,
- um die Sanierung von Grünlandstandorten mit unterschiedlicher Vernässung und
- um die zukünftig umweltverträgliche Landbewirtschaftung als Wiesenaue.[4][5]